# Calliasmata nohochi
Calliasmata nohochi is een garnalensoort uit de familie van de Hippolytidae. De wetenschappelijke naam van de soort is voor het eerst geldig gepubliceerd in 1997 door Escobar-Briones, Camacho & Alcocer.